# 86.ª edición de los Premios Óscar
La 86.ª edición de los Óscar premió a las mejores películas de 2013. Organizada por la Academia de Artes y Ciencias Cinematográficas y presentada por Ellen DeGeneres, tuvo lugar en el Dolby Theatre de Los Ángeles (Estados Unidos) el 2 de marzo de 2014. Los nominados fueron anunciados el 16 de enero de 2014.

## Nominados y ganadores
Indica el ganador dentro de cada categoría.

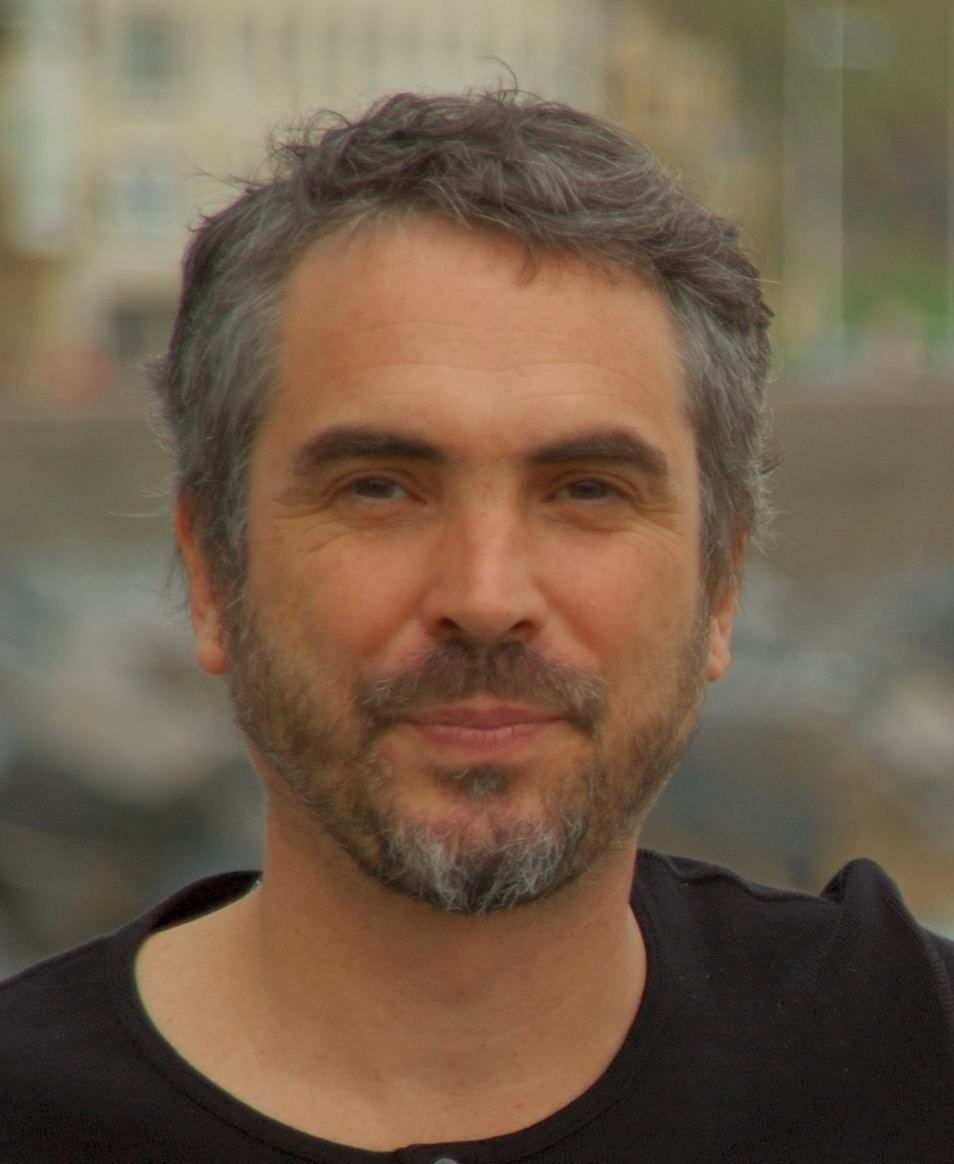
Alfonso Cuarón fue el ganador del Óscar al mejor director por Gravity.

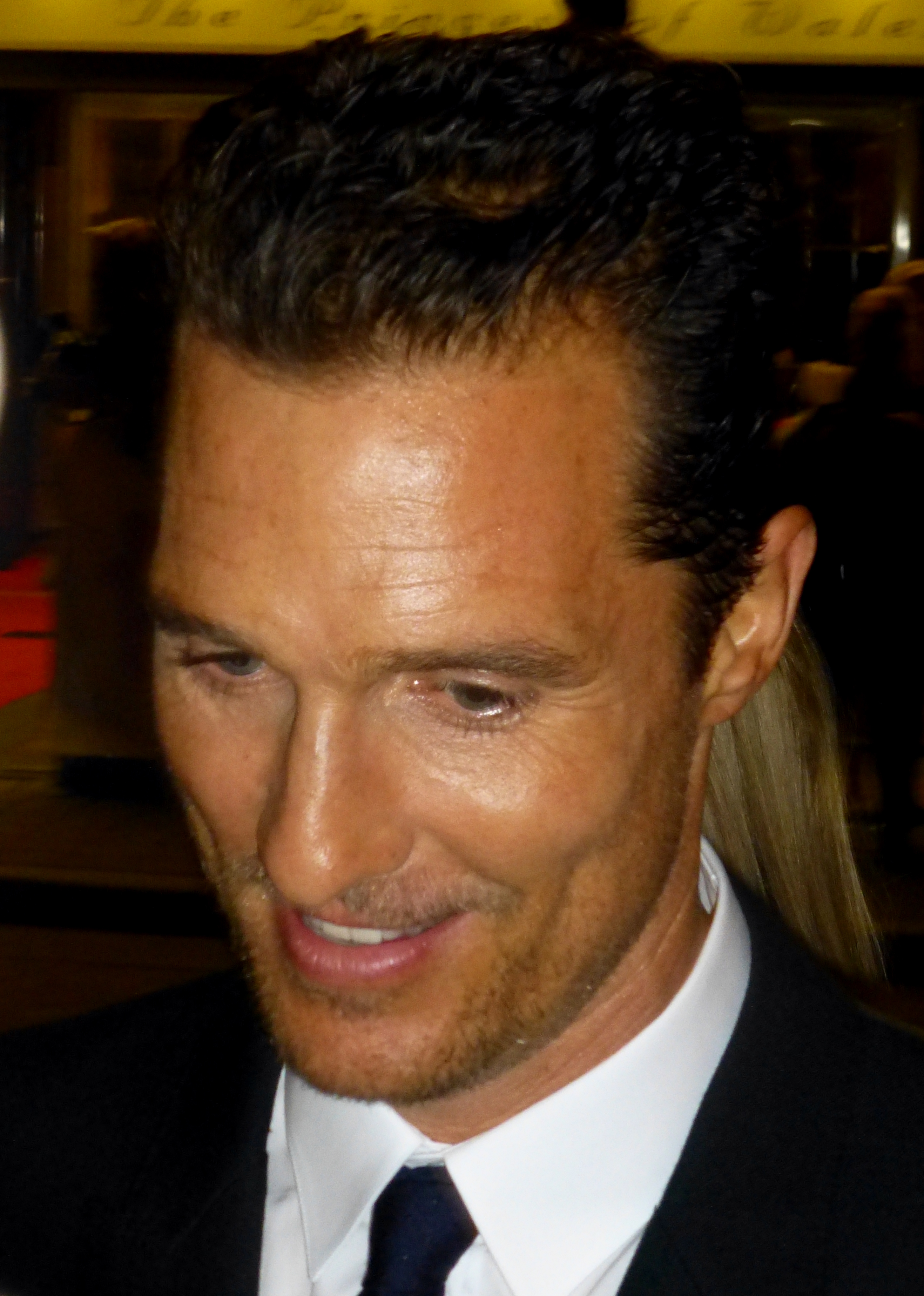
Matthew McConaughey fue el ganador del Óscar al mejor actor por Dallas Buyers Club.

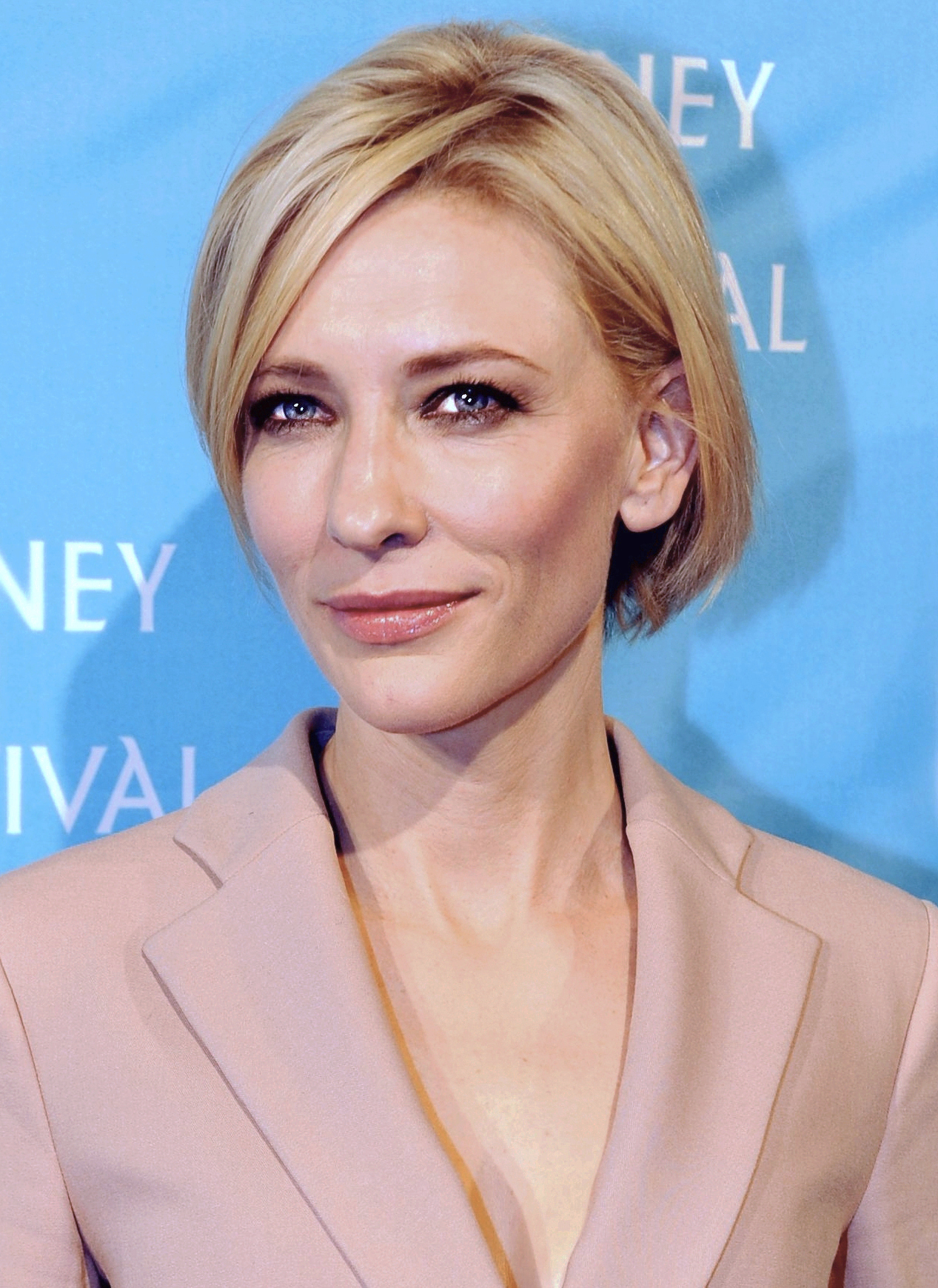
Cate Blanchett fue la ganadora del Óscar a mejor actriz por Blue Jasmine.

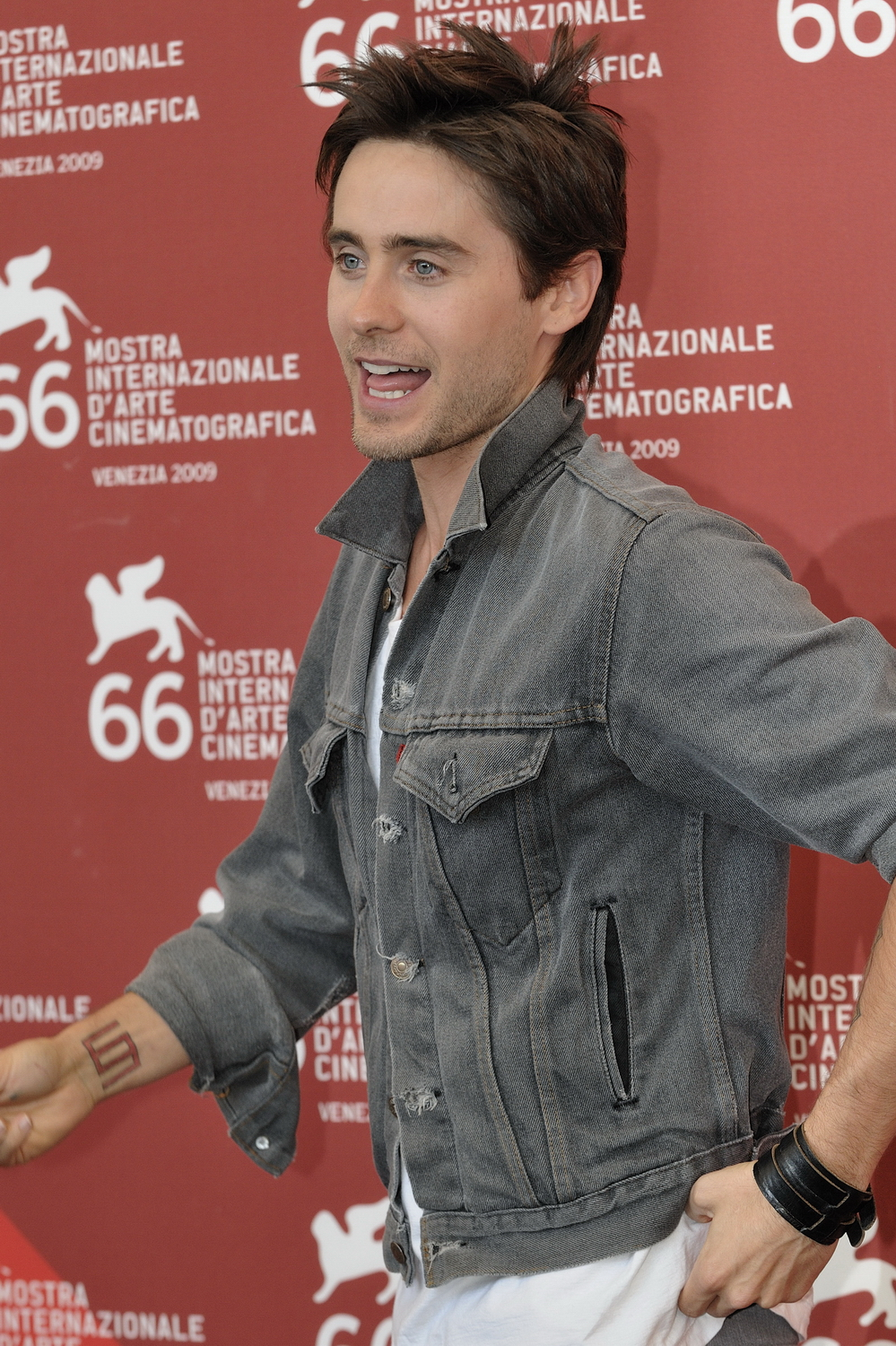
Jared Leto fue el ganador del Óscar a mejor actor de reparto por Dallas Buyers Club.

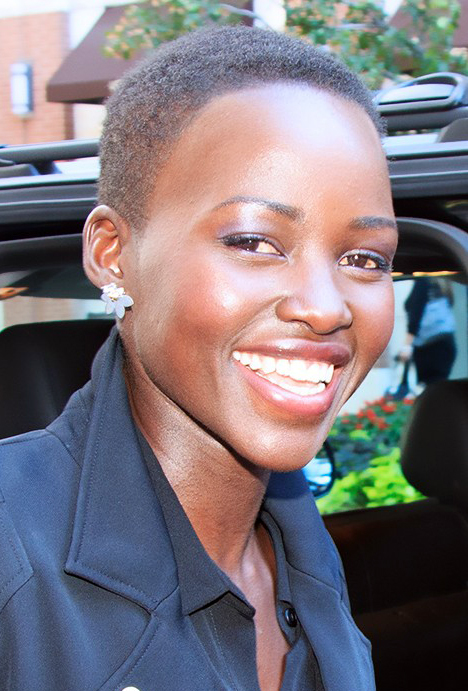
Lupita Nyong'o fue la ganadora del Óscar a la mejor actriz de reparto por 12 Years a Slave.

| Mejor película Presentado por: Will Smith. | Mejor director Presentado por: Angelina Jolie y Sidney Poitier. |
| --- | --- |
| 12 Years a Slave (12 años de esclavitud) — Brad Pitt, Dede Gardner, Jeremy Kleiner, Steve McQueen y Anthony Katagas | Alfonso Cuarón — Gravity |
| - American Hustle — Charles Roven, Richard Suckle, Megan Ellison, Jonathan Gordon - Captain Phillips (Capitán Phillips) — Michael De Luca, Dana Brunetti, Scott Rudin - Dallas Buyers Club — Robbie Brenner, Rachel Winter - Gravity — David Heyman, Alfonso Cuarón - Her — Megan Ellison, Spike Jonze, Vincent Landay - Nebraska — Albert Berger, Ron Yerxa - Philomena — Gabrielle Tanna, Steve Coogan, Tracey Seaward - The Wolf of Wall Street (El lobo de Wall Street) — Riza Aziz, Joey McFarland, Leonardo DiCaprio, Martin Scorsese, Emma Koskoff, Alexandra Milchan | - Steve McQueen — 12 Years a Slave (12 años de esclavitud) - Alexander Payne — Nebraska - David O. Russell — American Hustle - Martin Scorsese — The Wolf of Wall Street (El lobo de Wall Street) |
| Mejor actor Presentado por: Jennifer Lawrence. | Mejor actriz Presentado por: Daniel Day-Lewis. |
| Matthew McConaughey — Dallas Buyers Club como Ron Woodroof | Cate Blanchett — Blue Jasmine como Jeanette "Jasmine" Francis |
| - Christian Bale — American Hustle como Irving Rosenfeld - Bruce Dern — Nebraska como Woodrow "Woody" Grant - Leonardo DiCaprio — The Wolf of Wall Street (El lobo de Wall Street) como Jordan Belfort - Chiwetel Ejiofor — 12 Years a Slave (12 años de esclavitud) como Solomon Northup | - Amy Adams — American Hustle como Sydney Prosser - Sandra Bullock — Gravity como Ryan Stone - Judi Dench — Philomena como Philomena Lee - Meryl Streep — August: Osage County (Agosto) como Violet Weston |
| Mejor actor de reparto Presentado por: Anne Hathaway. | Mejor actriz de reparto Presentado por: Christoph Waltz. |
| Jared Leto — Dallas Buyers Club como Ryon | Lupita Nyong'o — 12 Years a Slave (12 años de esclavitud) como Patsey |
| - Barkhad Abdi — Captain Phillips (Capitán Phillips) como Abduwali Muse - Bradley Cooper — American Hustle como Richard "Richie" DiMaso - Michael Fassbender — 12 Years a Slave (12 años de esclavitud) como Edwin Epps - Jonah Hill — The Wolf of Wall Street (El lobo de Wall Street) como Donnie Azoff | - Sally Hawkins — Blue Jasmine como Ginger - Jennifer Lawrence — American Hustle como Rosalyn Rosenfeld - Julia Roberts — August: Osage County (Agosto) Barbara Weston-Fordham - June Squibb — Nebraska como Kate Grant |
| Mejor guion original Presentado por: Robert De Niro y Penelope Cruz. | Mejor guion adaptado Presentado por: Robert De Niro y Penelope Cruz. |
| Her — Spike Jonze | 12 Years a Slave (12 años de esclavitud) — John Ridley basada en Twelve Years a Slave por Solomon Northup |
| - American Hustle — Eric Warren Singer, David O. Russell - Blue Jasmine — Woody Allen - Dallas Buyers Club — Craig Borten, Melisa Wallack - Nebraska — Bob Nelson | - Before Midnight (Antes del anochecer) — Richard Linklater, Julie Delpy, Ethan Hawke basada en los personajes creados por Richard Linklater - Captain Phillips (Capitán Phillips) — Billy Ray basada en "A Captain´s duty" por Richard Phillips con Stephen Talty - The Wolf of Wall Street (El lobo de Wall Street) — Terence Winter basada en The wolf of Wall Street por Jordan Belfort - Philomena — Steve Coogan, Jeff Pope basada en "The Lost Child Of Philomena" por Martin Sixsmith |
| Mejor película de animación Presentado por: Kim Novak y Matthew McConaughey. | Mejor película extranjera (de habla no inglesa) Presentado por: Ewan McGregor y Viola Davis. |
| Frozen — Chris Buck, Jennifer Lee, Peter Del Vecho. | La grande bellezza (La gran belleza) (Italia) en Italiano — Paolo Sorrentino |
| - Ernest et Célestine (Ernest y Célestine) — Benjamin Renner, Didier Brunne - Los Croods (Los Croods. Una aventura prehistórica) — Chris Sanders, Kirk DeMicco, Kristine Belson - Despicable Me 2 (Gru 2. Mi villano favorito) — Pierre Coffin, Chris Renaud, Chris Meledandri - Kaze Tachinu (El viento se levanta) — Hayao Miyazaki, Toshio Suzuki | - The Broken Circle Breakdown (Alabama Monroe) (Bélgica) en Flamenco — Felix Van Groeningen - Jagten (La caza) (Dinamarca) en Danés — Thomas Vinterberg - L'image manquante (La imagen perdida) (Camboya) en Francés — Rithy Panh - Omar (Palestina) en Árabe — Hany Abu-Assad |
| Mejor documental largo Presentado por: Bradley Cooper. | Mejor documental corto Presentado por: Kate Hudson y Jason Sudeikis. |
| 20 Feet from Stardom — Morgan Neville | The Lady in Number 6: Music Saved My Life — Malcolm Clarke, Nicholas Reed |
| - The Act of Killing — Joshua Oppenheimer, Signe Byrge Sørensen - Cutie y the Boxer — Zachary Heinzerling, Lydia Dean Pilcher - Dirty Wars — Richard Rowley, Jeremy Scahill - The Square — Jehane Noujaim, Karim Amer | - CaveDigger — Jeffrey Karoff - Facing Fear — Jason Cohen - Karama Has No Walls — Sara Ishaq - Prison Terminal: The Last Days of Private Jack Hall — Edgar Barens |
| Mejor cortometraje Presentado por: Kate Hudson y Jason Sudeikis . | Mejor cortometraje animado Presentado por: Kim Novak y Matthew McConaughey. |
| Helium — Anders Walter, Kim Magnusson | Mr Hublot — Laurent Witz, Alexandre Espigares |
| - Aquel no era yo — Esteban Crespo - Avant que de tout perdre (Antes de perderlo todo) — Xavier Legrand, Alexandre Gavras - Pitääkö Mun Kaikki Hoitaa? (¿Tengo que cuidarme de todo?) — Selma Vilhunen, Kirsikka Saari - The Voorman Problem — Mark Gill, Baldwin Li | - Feral — Daniel Sousa, Dan Golden - Get a Horse! — Lauren MacMullan, Dorothy McKim - Possessions — Shuhei Morita - Room on the Broom — Max Lang, Jan Lachauerem |
| Mejor banda sonora (partitura original) Presentado por: Jamie Foxx y Jessica Biel. | Mejor canción original Presentado por: Jamie Foxx y Jessica Biel. |
| Gravity — Steven Price | «Let It Go» — Frozen; compuesta por Kristen Anderson-Lopez y Robert López |
| - Her — William Butler, Owen Pallett - The Book Thief (La ladrona de libros) — John Williams - Philomena — Alexandre Desplat - Saving Mr. Banks (Al encuentro de Mr. Banks) — Thomas Newman | - «Happy» — Despicable Me 2 (Gru 2. Mi villano favorito); compuesta por Pharrell Williams - «The Moon Song» — Her; compuesta por Karen O y Spike Jonze - «Ordinary Love» — Mandela: Long Walk to Freedom (Mandela. Del mito al hombre); compuesta por U2 (Bono, The Edge, Adam Clayton y Larry Mullen Jr.) - [Nominación revocada] «Alone, Yet Not Alone» — Alone Yet Not Alone; compuesta por Bruce Broughton y Dennis Spiegel.                                                              |
| Mejor edición de sonido Presentado por: Charlize Theron y Chris Hemsworth. | Mejor sonido Presentado por: Charlize Theron y Chris Hemsworth. |
| Gravity — Glenn Freemantle | Gravity — Skip Lievsay, Niv Adiri, Christopher Benstead, Chris Munro, Óscar Fernández |
| - All Is Lost (Cuando todo está perdido) — Steve Boeddeker, Richard Hymns - Captain Phillips (Capitán Phillips) — Oliver Tarney - The Hobbit: The Desolation of Smaug (El hobbit: la desolación de Smaug) — Brent Burge - Lone Survivor (El único superviviente) — Wylie Stateman | - Captain Phillips (Capitán Phillips) — Chris Burdon, Mark Taylor, Mike Prestwood Smith, Chris Munro - The Hobbit: The Desolation of Smaug (El hobbit: la desolación de Smaug) — Christopher Boyes, Michael Hedges, Michael Semanick, Tony Johnson - Inside Llewyn Davis (A propósito de Llewyn Davis) — Skip Lievsay, Greg Orloff, Peter F. Kurland. - Lone Survivor (El único superviviente) — Andy Koyama, Beau Borders, David Brownlow                                                    |
| Mejor diseño de producción Presentado por: Jennifer Garner y Benedict Cumberbatch. | Mejor fotografía Presentado por: Amy Adams y Bill Murray. |
| The Great Gatsby (El gran Gatsby) — Catherine Martin, Beverley Dunn | Gravity — Emmanuel Lubezki |
| - 12 Years a Slave (12 años de esclavitud) — Adam Stockhausen, Alice Baker - American Hustle — Judy Becker, Heather Loeffler - Gravity – Andy Nicholson, Rosie Goodwin, Joanne Woollard - Her — K. K. Barrett, Gene Serdena | - The Grandmaster — Philippe Le Sourd - Inside Llewyn Davis (A propósito de Llewyn Davis) — Bruno Delbonnel - Nebraska — Phedon Papamichael - Prisoners (Prisioneros) — Roger Deakins |
| Mejor maquillaje y peluquería Presentado por: Naomi Watts y Samuel L. Jackson. | Mejor diseño de vestuario Presentado por: Naomi Watts y Samuel L. Jackson. |
| Dallas Buyers Club — Adruitha Lee, Robin Mathews | The Great Gatsby (El gran Gatsby) — Catherine Martin |
| - The Lone Ranger (El Llanero Solitario) — Joel Harlow, Gloria Pasqua-Casny - Jackass Presents: Bad Grandpa — Stephen Prouty | - 12 Years a Slave (12 años de esclavitud) — Patricia Norris - American Hustle — Michael Wilkinson - The Grandmaster — William Chang Suk Ping - The Invisible Woman — Michael O'Connor |
| Mejor montaje Presentado por: Anna Kendrick y Gabourey Sidibe . | Mejores efectos visuales Presentado por: Joseph Gordon-Levitt y Emma Watson. |
| Gravity — Alfonso Cuarón, Mark Sanger | Gravity — Tim Webber, Chris Lawrence, Dave Shirk, Neil Corbould |
| - 12 Years a Slave (12 años de esclavitud) — Joe Walker - American Hustle — Jay Cassidy, Crispin Struthers, Alan Baumgarten - Captain Phillips (Capitán Phillips) — Christopher Rouse - Dallas Buyers Club — John Mac McMurphy, Martin Pensa | - The Hobbit: The Desolation of Smaug (El hobbit: la desolación de Smaug) — Joe Letteri, Eric Saindon, David Clayton, Eric Reynolds - The Lone Ranger (El Llanero Solitario) — Tim Alexander, Gary Brozenich, Edson Williams, John Frazier - Iron Man 3 — Christopher Townsend, [[Guy Williams], Erik Nash, Dan Sudick - Star Trek Into Darkness (Star Trek: en la oscuridad) — Roger Guyett, Patrick Tubach, Ben Grossmann, Burt Dalton                                                      |

## Premios y nominaciones múltiples
| Película                                                                | Candidaturas | Premios |
| ----------------------------------------------------------------------- | ------------ | ------- |
| Gravity                                                                 | 10           | 7       |
| American Hustle                                                         | 10           | 0       |
| 12 Years a Slave (12 años de esclavitud)                                | 9            | 3       |
| Captain Phillips (Capitán Phillips)                                     | 6            | 0       |
| Dallas Buyers Club                                                      | 6            | 3       |
| Nebraska                                                                | 6            | 0       |
| The Wolf of Wall Street (El lobo de Wall Street)                        | 5            | 0       |
| Her                                                                     | 5            | 1       |
| Philomena                                                               | 4            | 0       |
| Blue Jasmine                                                            | 3            | 1       |
| The Hobbit: The Desolation of Smaug (El hobbit: la desolación de Smaug) | 3            | 0       |
| August: Osage County (Agosto)                                           | 2            | 0       |
| The Great Gatsby (El gran Gatsby)                                       | 2            | 2       |
| The Lone Ranger (El Llanero Solitario)                                  | 2            | 0       |
| Frozen                                                                  | 2            | 2       |
| The Grandmaster                                                         | 2            | 0       |
| Inside Llewyn Davis (A propósito de Llewyn Davis)                       | 2            | 0       |
| Lone Survivor (El único superviviente)                                  | 2            | 0       |
| Despicable Me 2 (Gru 2. Mi villano favorito)                            | 2            | 0       |

## In memoriam
Como en ediciones anteriores se presentó un tributo a los profesionales fallecidos en 2013 y principios de 2014 presentado por Glenn Close: 
- James Gandolfini, actor
- Karen Black, actriz
- Tom Laughlin, actor, cineasta, escritor
- Ruth Prawer Jhabvala, escritora
- Carmen Zapata, actriz
- Hal Needham, director, coordinador de dobles
- Richard Shepherd, productor, ejecutivo
- Stuart Freeborn, maquillador (Star Wars)
- Gerry Hambling, editor
- Jim Kelly, actor, artista marcial afroestadounidense (Operación Dragón)
- Stephenie McMillan, decoradora, escenógrafa
- Les Blank, documentalista
- Eileen Brennan, actriz
- Paul Walker, actor
- Fay Kanin, escritora, expresidenta de la Academia
- Charles L. Campbell, editor de sonido
- Deanna Durbin, actriz
- Frédéric Back, animador (Crac)
- A. C. Lyles, productor
- Elmore Leonard, escritor
- Annette Funicello, actriz, actriz infantil
- Petro Vlahos, efectos visuales, inventor
- Eduardo Coutinho, documentalista
- Saul Zaentz, productor (Atrapado sin salida)
- Riz Ortolani, compositor (Mondo cane).
- Peter O'Toole, actor
- Ray Harryhausen, efectos visuales (Jasón y los argonautas)
- Brian Ackland-Snow, diseñador de producción
- Richard Griffiths, actor
- Sid Caesar, actor
- Roger Ebert, crítico de cine
- Shirley Temple, actriz
- Joan Fontaine, actriz
- Run Run Shaw, productor ejecutivo
- Juanita Moore, actriz
- Mickey Moore, actor y director de segunda unidad
- Stefan Kudelski, inventor
- Harold Ramis, cineasta, escritor y actor
- Eleanor Parker, actriz, The sound of music
- Ray Dolby, inventor, ingeniero
- Julie Harris, actriz
- Maximilian Schell, actor
- Richard Matheson, escritor y guionista
- Gilbert Taylor, director de fotografía
- Tom Sherak, ejecutivo, expresidente de la Academia
- Esther Williams, actriz
- Philip Seymour Hoffman, actor

En la conmemoración se omitió a los siguientes artistas, entre otros:
- Nigel Davenport (1928-2013), actor británico de cine (el mayor Jack Downing en Greystoke, la leyenda de Tarzán, de 1984). Era padre del actor Jack Davenport.
- Dennis Farina (1944-2013), actor de cine (Snatch) y televisión.
- Steve Forrest (1924-2013), actuó en películas de cine con Tyrone Power, Humphrey Bogart, Richard Widmark, Ronald Reagan y Robert Taylor, entre otros.
- Haji (1946-2013), actriz y bailarina exótica de origen canadiense, conocida por su papel en el clásico de culto Faster, Pussycat! Kill! Kill! (1965).
- Lisa Kelly (1970-2013), actriz de cine y televisión.
- Suzanne Krull (1966-2013), actriz de cine y televisión.
- Richard LeParmentier (1946-2013), actor estadounidense, en Star Wars (1977) y en ¿Quién engañó a Roger Rabbit? (1988).
- Tony Lip (1930-2013), actor de televisión y de cine ―actuó en más de veinte películas; entre ellas El Padrino―.
- Cory Monteith (1982-2013), actor de televisión (Glee) y de cine (Princesa por accidente, Destino Final 3).
- Margaret Pellegrini (1923-2013), actriz estadounidense y una de las tres últimas sobrevivientes de la película El Mago de Oz (1939).
- Alicia Rhett (1915-3 de enero de 2014), India Wilkes, de la película Lo que el viento se llevó. Alicia Rhett

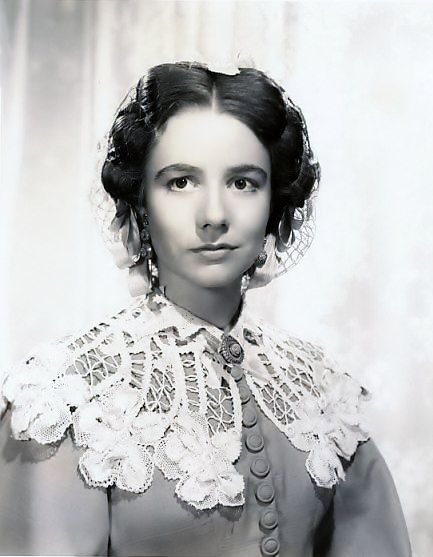
Alicia Rhett

- Dale Robertson (1923-2013) fue un actor estadounidense que representó decenas de papeles menores en el cine.
- Patty Shepard (1945-2013), actriz.
- Lee Thompson Young (1984-2013), actor de cine y televisión.
- James Avery (1945-2013), actor de cine y televisión y doblador.
- Sara Montiel (1928-2013), actriz, cantante y exmujer de Anthony Mann.

## Hitos y hechos históricos en esta edición
- Alfonso Cuarón es el primer latinoamericano en ganar un Premio de la Academia en la categoría de mejor director por su película Gravity y también se convierte en el primer director en ganar el Óscar a Mejor director por dirigir un filme de ciencia ficción.
- Ellen Degeneres se toma un selfie para su Twitter junto a Bradley Cooper, Jennifer Lawrence, Meryl Streep, Julia Roberts, Brad Pitt, Kevin Spacey, Angelina Jolie, Channing Tatum, Jared Leto, Lupita Nyong'o y el hermano de ésta, Peter Nyong'o, convirtiéndose la misma en el tuit más retuiteado de la historia.[5]
- Ellen Degeneres reparte 3 cajas de pizza familiar para los actores invitados, luego con un sombrero obtiene unos dólares pidiéndole a algunos actores, Lupita Nyong'o le da un bálsamo y ella lo guarda en su bolsillo.
- Gravity y Her fueron las películas de ciencia ficción en ser nominadas al Óscar a la Mejor película. Es la segunda edición de los Óscar en el cual dos películas de ciencia ficción son nominadas en la categoría principal, desde la  octogésima segunda edición celebrada en 2010.
- En esta edición Nebraska fue el único film en blanco y negro en ser nominada al Óscar a la Mejor película.
- La cinta camboyana The Missing Picture se convirtió en el segundo documental en ser nominada al Óscar a la mejor película de habla no inglesa, desde que el documental israelí Vals con Bashir lo hiciera por primera vez en 2008.
- Emmanuel Lubezki, gana su primer estatuilla en la categoría de Mejor fotografía, convirtiéndolo en el segundo mexicano en ganar el Óscar en esta categoría, desde que Guillermo Navarro lo hiciera por primera vez en 2006.
- Nuevamente Gravity fue el filme que se llevó más estatuillas en esta edición al conseguir 7 premios incluyendo a mejor director, sin embargo, perdería al de Mejor película contra 12 Years a Slave que solo ganó 3 premios, este hecho solo es superado por la edición celebrada en 1972 cuando el filme Cabaret ganaría 8 premios incluyendo a Mejor director pero perdería en Mejor película contra El Padrino que también solo se llevaría 3 premios.
- Cuatro filmes nominadas a Mejor película consiguieron nominaciones en las categorías de Mejor actor y Mejor actor de reparto, estas son: 12 Years a Slave, American Hustle, Dallas Buyers Club y El lobo de Wall Street, siendo Dallas Buyers Club el film que ganaría ambas categorías de interpretación masculina.
- Por segundo año consecutivo David O. Russell consigue una nominación al Óscar a Mejor director.